# .pk
.pk je vrhovna internetska domena (country code top-level domain - ccTLD) za Pakistan. Domenom upravlja PKNIC.

## Vanjske poveznice
- IANA .pk whois informacija  Arhivirana inačica izvorne stranice od 7. listopada 2008. (Wayback Machine)